# Castalius griqua
Castalius griqua är en fjärilsart som beskrevs av Henry Trimen 1887. Castalius griqua ingår i släktet Castalius och familjen juvelvingar. Inga underarter finns listade i Catalogue of Life.